# Agregador de xarxes socials
Un agregador de xarxes socials és una aplicació que reuneix continguts procedents de diverses xarxes socials en un mateix espai, amb l'objectiu de facilitar-ne l'accés als usuaris.
L'ús de les xarxes socials per part d'usuaris d'arreu del món s'està convertint en una activitat cada cop més freqüent. En estudis que s'han realitzat s'ha comprovat que les xarxes socials han superat al correu electrònic com l'activitat més freqüent en xarxa. De fet, més de dos terços de la població amb accés a Internet són usuaris de xarxes socials. Amb la creixent popularització de l'ús de xarxes socials arreu del món, i amb la gran varietat de serveis que han anat apareixent, ha sorgit la necessitat per part dels usuaris de vincular-los tots d'alguna manera.

## Descripció
L'agregació de xarxes socials és el procés de reunir continguts de diverses xarxes socials en un mateix espai amb l'objectiu de facilitar als usuaris l'accés als seus continguts socials en línia. Les aplicacions que fan possible aquest fenomen s'anomenen agregadors de xarxes socials (en anglès, social media aggregators). Un cop un usuari inicia sessió en un agregador de xarxes socials pot accedir als seus comptes en xarxes socials que tingui sincronitzats mitjançant una interfície clara i sense haver d'iniciar sessió en cada una per separat.
El concepte d'agregar continguts en xarxa en un sol espai ja existia abans dels agregadors. Els clients de correu electrònic com Microsoft Outlook o Mozilla Thunderbird en són un exemple. Un altre exemple són els agregadors de notícies (lectors RSS, Atom, etc.) com Google Reader o Netvibes, que reuneixen les subscripcions en llocs web o blogs en un únic espai, facilitant així l'accés a aquests. Els marcadors socials també actuen de manera semblant. Permeten emmagatzemar i compartir enllaços d'Internet, donant l'opció de poder accedir-hi des de qualsevol lloc i de classificar-los amb etiquetes segons la temàtica. Alguns dels marcadors socials més populars són Digg i Reddit.
Sovint, els agregadors de xarxes socials també ofereixen la possibilitat d'afegir aquests serveis en la seva interfície, donant l'opció a l'usuari de disposar de tots els continguts en un únic espai. L'avantatge dels agregadors és la facilitat per accedir des del mateix lloc a continguts que es volen consultar o visitar regularment.

## Funcionament
Perquè un usuari pugui accedir a totes les seves xarxes socials, els agregadors fan servir una connexió HTTP a dues bandes: una entre l'usuari i l'agregador i l'altra entre l'agregador i la xarxes socials. Normalment, els agregadors utilitzen interfícies de programació d'aplicacions (API) proporcionades típicament per les xarxes socials. Les API defineixen la capacitat de connexió entre dos components de software. En aquest cas concret, les xarxes socials proporcionen l'accés als seus serveis a través de l'API i els agregadors l'utilitzen.
Per aconseguir que l'API pugui accedir a les accions que realitza un usuari en una xarxa social a través de l'aplicació externa, cal que l'agregador de xarxes socials tingui permisos per realitzar aquesta comunicació. D'aquesta manera, cal que la xarxa social doni permís per accedir a la seva API a l'agregador. Per establir la connexió també és necessari que l'agregador de xarxes socials conegui l'usuari i contrasenya de cada espai social que es vol sincronitzar.

## Coincidència d'usuaris entre serveis de xarxes socials
El novembre de 2007, l'economista Alex Patriquin de Compete.com Arxivat 2016-06-02 a Wayback Machine. va dur a terme un estudi que comprova la coincidència d'usuaris en múltiples xarxes socials.
| Espai      | Bebo | Facebook | Friendster | Hi5 | LinkedIn | MySpace | Ning | Orkut | Plaxo |
| ---------- | ---- | -------- | ---------- | --- | -------- | ------- | ---- | ----- | ----- |
| Bebo       | 100  | 25       | 2          | 3   | 1        | 65      | 1    | 0     | 0     |
| Facebook   | 4    | 100      | 2          | 2   | 2        | 64      | 1    | 1     | 9     |
| Friendster | 5    | 23       | 100        | 4   | 6        | 49      | 2    | 1     | 0     |
| Hi5        | 7    | 24       | 4          | 100 | 1        | 69      | 0    | 2     | 0     |
| LinkedIn   | 4    | 42       | 8          | 2   | 100      | 32      | 8    | 3     | 3     |
| MySpace    | 3    | 20       | 1          | 1   | 0        | 100     | 0    | 0     | 0     |
| Ning       | 6    | 35       | 6          | 1   | 19       | 44      | 100  | 2     | 2     |
| Orkut      | 3    | 26       | 4          | 7   | 8        | 29      | 2    | 100   | 1     |
| Plaxo      | 5    | 48       | 8          | 2   | 54       | 34      | 14   | 4     | 100   |

La taula anterior mostra el percentatge d'usuaris d'una determinada xarxa social (files) que també són membres d'una altra (columnes). Per exemple, un 64% dels membres de MySpace són també usuaris de Facebook, mentre que el 20% dels usuaris de Facebook són membres de MySpace.
Un estudi realitzat el 2009 en 11.000 usuaris va demostrar que la majoria dels usuaris de MySpace, LinkedIn i Twitter també són usuaris de Facebook.

## Exemples
Els agregadors de xarxes socials poden funcionar com aplicacions web, clients d'escriptori o, fins i tot, com aplicacions per dispositius mòbils.

### Aplicacions web
La majoria d'agregadors socials són aplicacions web, a les quals es pot accedir des de qualsevol ordinador amb accés a Internet mitjançant el navegador. Alguns d'aquests agregadors socials més populars són:
- Hootsuite: agregador social amb integració amb Twitter, Facebook, LinkedIn, Myspace, Google+ i d'altres. Aquest servei és utilitzat molt sovint per empreses per tal d'administrar els seus continguts online. També s'utilitza en gran part com a client de Twitter. Existeix també l'aplicació per a dispositius mòbils i tablets (iPhone, iPad, dispositius Android i Blackberry).
- Spindex Arxivat 2011-11-30 a Wayback Machine.: agregador de xarxes socials proporcionat per Microsoft. És compatible amb Facebook i Twitter. També permet connectar amb serveis RSS, amb el cercador Bing i amb Evernote. Per tal d'utilitzar Spindex per organitzar els continguts socials, cal ser un usuari de Windows Live.
- Seesmic: agregador de contingut social disponible tant com aplicació web, mòbil (iPhone, Android, Blackberry o Windows Phone) o client d'escriptori (Mac OS X, Windows, Linux). Algunes xarxes socials amb què es pot vincular són Facebook, Twitter o LinkdIn.
- Friendfeed: agregador de serveis de notícies en línia (Google Reader, Reddit…), continguts en xarxes socials (Facebook, Twitter…), blogs (Blogger, Tumblr…), continguts audiovisuals (Flickr, last.fm, Pandora, Youtube…), etc. Fundat per ex empleats de Google i posteriorment adquirit per Facebook Inc..

### Clients d'escriptori
Una altra manera d'accedir a les xarxes socials és mitjançant una aplicació d'escriptori que cal instal·lar en un ordinador. Alguns exemples són:
- Tweetdeck: és el client de Twitter més popular, també amb integració amb Facebook, Foursquare, Myspace, LinkedIn i Google Buzz. L'aplicació està disponible pels sistemes operatius Windows, Mac OS X i Linux. També existeix una aplicació per a dispositius iOS i Android.
- Sobees: client gratuït per Twitter i amb suport també per Facebook i Linkdln. Està disponible en aplicació web, client d'escriptori i aplicació per dispositius iOS i Android.

### Aplicacions per dispositius mòbils
Són aplicacions dissenyades per dispositius mòbils o tablets. Moltes de les aplicacions web o d'escriptori més populars s'han optimitzat també per dispositius mòbils. És el cas, per exemple, de Sobees, Tweetdeck o Hootsuite. També existeixen aplicacions únicament dissenyades per dispositius mòbils:
- Social Jogger Arxivat 2011-12-21 a Wayback Machine.: Widget creat per la companyia Acer i integrat en els dispositius Acer Iconia amb sistema operatiu Android. Afegeix integració amb les xarxes socials Facebook i Twitter i també sincronitza amb Flickr i Plurk.
- Buzz Deck: Aplicació disponible per dispositius iOS que dona l'opció d'accedir a continguts en xarxes socials així com altres continguts (notícies, blogs, etc.) en la mateixa aplicació.
- Flipboard: aplicació per iPad i també optimitzada per iPhone que permet vincular múltiples fonts d'informació(blogs, diaris…) de diferents temàtiques. També disposa d'integració amb xarxes socials i lector RSS.

Amb l'aparició de tants agregadors de xarxes socials diferents, ha sorgit el concepte d'agregadors d'agregadors de xarxes socials, amb l'objectiu de parodiar aquest creixement exponencial en aquest àmbit. La pàgina web FriendFeedFeed n'és un exemple.